# Torymoides ashmeadi
Torymoides ashmeadi är en stekelart som först beskrevs av Crawford 1910.  Torymoides ashmeadi ingår i släktet Torymoides och familjen gallglanssteklar. Inga underarter finns listade i Catalogue of Life.